# Лин Редгрејв
Лин Редгрејв (енгл. Lynn Redgrave) је била енглеско-америчка глумица, рођена 8. марта 1943. године у Лондону (Енглеска), а умрла 2. маја 2010. године. Њена рођена сестра је позната енглеска глумица је Ванеса Редгрејв. Сестричине су јој такође познате енглеске глумице Наташа Ричардсон и Џоели Ричардсон.

## Филмографија
| Година | Наслов                                                                    | Улога                      | Белешке                                   |
| ------ | ------------------------------------------------------------------------- | -------------------------- | ----------------------------------------- |
| 1960   | Shoot to Kill                                                             | Minor Role                 | Uncredited                                |
| 1963   | Tom Jones                                                                 | Susan                      |                                           |
| 1964   | Girl with Green Eyes                                                      | Baba Brennan               |                                           |
| 1966   | Georgy Girl                                                               | Georgy                     |                                           |
| 1966   | The Family Way                                                            |                            | Uncredited                                |
| 1967   | The Deadly Affair                                                         | Virgin                     |                                           |
| 1967   | Smashing Time                                                             | Yvonne                     |                                           |
| 1969   | The Virgin Soldiers                                                       | Phillipa Raskin            |                                           |
| 1970   | Last of the Mobile Hot Shots                                              | Myrtle Kane                |                                           |
| 1971   | Long Live Your Death                                                      | Mary O'Donnell             | Познат и као, Don't Turn the Other Cheek! |
| 1972   | Every Little Crook and Nanny                                              | Miss Poole                 |                                           |
| 1972   | Everything You Always Wanted to Know About Sex* (*But Were Afraid to Ask) | The Queen                  |                                           |
| 1973   | The National Health                                                       | Nurse Betty Martin         |                                           |
| 1975   | The Happy Hooker                                                          | Xaviera Hollander          |                                           |
| 1976   | The Big Bus                                                               | Camille Levy               |                                           |
| 1980   | Sunday Lovers                                                             | Lady Davina                | (segment An Englishman's Home)            |
| 1987   | Morgan Stewart's Coming Home                                              | Nancy Stewart              |                                           |
| 1989   | Getting It Right                                                          | Joan                       |                                           |
| 1989   | Midnight                                                                  | Midnight                   |                                           |
| 1996   | Shine                                                                     | Gillian                    |                                           |
| 1998   | Gods and Monsters                                                         | Hanna                      |                                           |
| 1998   | The Hairy Bird                                                            | Miss McVane                | Познат и као, All I Wanna Do              |
| 1999   | Touched                                                                   | Carrie                     |                                           |
| 1999   | The Annihilation of Fish                                                  | Poinsettia                 |                                           |
| 2000   | The Simian Line                                                           | Katharine                  |                                           |
| 2000   | The Next Best Thing                                                       | Helen Whittaker            |                                           |
| 2000   | Deeply                                                                    | Celia                      |                                           |
| 2000   | How to Kill Your Neighbor's Dog                                           | Edna                       |                                           |
| 2000   | Lion of Oz                                                                | Wicked Witch of the East   | Глас                                      |
| 2001   | Venus and Mars                                                            | Emily Vogel                |                                           |
| 2001   | My Kingdom                                                                | Mandy                      |                                           |
| 2002   | Spider                                                                    | Mrs. Wilkinson             |                                           |
| 2002   | Unconditional Love                                                        | Nola Fox                   |                                           |
| 2002   | The Wild Thornberrys Movie                                                | Cordelia Thornberry        | Глас                                      |
| 2002   | Hansel and Gretel                                                         | Woman / Witch              |                                           |
| 2002   | Anita and Me                                                              | Mrs. Ormerod               |                                           |
| 2003   | Charlie's War                                                             | Grandma Lewis              |                                           |
| 2003   | Peter Pan                                                                 | Aunt Millicent             |                                           |
| 2004   | Kinsey                                                                    | Final Interview Subject    |                                           |
| 2005   | The White Countess                                                        | Olga Belinskya             |                                           |
| 2007   | The Jane Austen Book Club                                                 | Mama Sky                   |                                           |
| 2009   | Confessions of a Shopaholic                                               | Drunken Lady at Ball       |                                           |
| 2009   | My Dog Tulip                                                              | Nancy / Greengrocer's Wife | Глас                                      |

### ТВ
| Година    | Наслов                                         | Улога                       | Белешке                                                        |
| --------- | ---------------------------------------------- | --------------------------- | -------------------------------------------------------------- |
| 1965      | Sunday Out of Season                           | Elaine                      | ТВ филм                                                        |
| 1966      | Comedy Playhouse                               | Sheila                      | Епизода: The End of the Tunnel                                 |
| 1966      | Love Story                                     | Rosemarie                   | Епизода: Ain't Afraid to Dance                                 |
| 1966      | Armchair Theatre                               | Polly Barlow                | Епизода: Pretty Polly                                          |
| 1967      | Armchair Theatre                               | Ivy Toft Caroline           | Епизода: I Am Osango Епизода: What's Wrong with Humpty Dumpty? |
| 1968      | Love Story                                     | Mary Downey                 | Епизода: The Egg on the Face of the Tiger                      |
| 1971      | Play of the Month                              | Helena                      | Епизода: A Midsummer Night's Dream                             |
| 1973      | Play of the Month                              | Eliza Doolittle             | Епизода: Pygmalion                                             |
| 1974      | Vienna 1900                                    | Berta Garlan                | Епизода: The Spring Sonata                                     |
| 1974      | The Turn of the Screw                          | Miss Jane Cubberly          | ТВ филм                                                        |
| 1976      | Kojak                                          | Claire                      | Епизода: A Hair-Trigger Away                                   |
| 1978      | Disco Beaver from Outer Space                  | Dr. Van Helsing             | ТВ филм                                                        |
| 1978–1979 | Centennial                                     | Charlotte Buckland Seccombe | ТВ мини-серија                                                 |
| 1979      | Sooner or Later                                | The teacher                 | ТВ филм                                                        |
| 1979      | Beggarman, Thief                               | Kate Jordache               | ТВ мини-серија                                                 |
| 1979–1981 | House Calls                                    | Ann Anderson                | Главна улога (41 епизода)                                      |
| 1980      | Gauguin the Savage                             | Mette Gad                   | ТВ филм                                                        |
| 1980      | The Seduction of Miss Leona                    | Miss Leona de Vose          | ТВ филм                                                        |
| 1982      | Rehearsal for Murder                           | Monica Welles               | ТВ филм                                                        |
| 1982      | CBS Schoolbreak Special                        | Sarah Cotter                | Епизода: The Shooting                                          |
| 1982      | The Love Boat                                  | Patti White                 | 1 епизоде                                                      |
| 1982–1983 | Teachers Only                                  | Diana Swanson               | Главна улога (21 епизода)                                      |
| 1983      | Hotel                                          | Cathy Knight                | Епизода: Relative Loss                                         |
| 1983      | Antony and Cleopatra                           | Cleopatra                   | ТВ филм                                                        |
| 1984      | Fantasy Island                                 | Kristen Robbins             | 1 епизода                                                      |
| 1984      | The Fainthearted Feminist                      | Martha                      | TV series                                                      |
| 1984      | Murder, She Wrote                              | Abby Benton Freestone       | Епизода: It's a Dog's Life                                     |
| 1985      | The Bad Seed                                   | Monica Breedlove            | ТВ филм                                                        |
| 1986      | My Two Loves                                   | Marjorie Lloyd              | ТВ филм                                                        |
| 1986      | Hotel                                          | Audrey Beck                 | Епизода: Restless Nights                                       |
| 1988      | A Woman Alone                                  | The Woman                   | ТВ филм                                                        |
| 1989      | Screen Two                                     | Pauline Williams            | Епизода: Death of a Son                                        |
| 1989      | Chicken Soup                                   | Maddie Peerce               | Главна улога (12 епизода)                                      |
| 1990      | Silent Mouse                                   | Narrator                    | ТВ филм                                                        |
| 1990      | The Great American Sex Scandal                 | Abby Greyhouwsky            | ТВ филм                                                        |
| 1991      | What Ever Happened to Baby Jane?               | Jane Hudson                 | ТВ филм                                                        |
| 1993      | Calling the Shots                              | Maggie Donnelly             |                                                                |
| 1997      | Toothless                                      | Rogers                      | ТВ филм                                                        |
| 1997      | Indefensible: The Truth About Edward Brannigan | Monica Brannigan            | ТВ филм                                                        |
| 1998      | White Lies                                     | Inga Kolneder               | ТВ филм                                                        |
| 1998–2001 | Rude Awakening                                 | Trudy Frank                 | Главна улога (55 епизодеs)                                     |
| 1999      | The Nanny                                      | Herself                     | Епизода: The Yummy Mummy                                       |
| 1999      | Different                                      | Amanda Talmadge             | ТВ филм                                                        |
| 1999      | A Season for Miracles                          | Hon. Judge Nancy Jakes      | ТВ филм                                                        |
| 2001      | Varian's War                                   | Alma Werfel-Mahler          | ТВ филм                                                        |
| 2002      | My Sister's Keeper                             | Helen Margaret Chapman      | ТВ филм                                                        |
| 2003      | The Wild Thornberrys                           | Cordelia                    | Глас, епизодеs: Sir Nigel: Parts 1 & 2                         |
| 2006–2007 | Eloise: The Animated Series                    | Nanny                       | Глас, Regular role (6 епизодеs)                                |
| 2007      | Desperate Housewives                           | Dahlia Hainsworth           | Епизода: Dress Big                                             |
| 2007      | Nurses                                         | Peggy Rice                  | ТВ филм                                                        |
| 2009      | Law & Order: Criminal Intent                   | Emily Huntford              | Епизода: Folie a Deux                                          |
| 2009      | Ugly Betty                                     | Olivia Guillemette          | Епизода: The Butterfly Effect: Part 1                          |